# Стратегічне планування
Стратегі́чне планува́ння (англ. strategic planning) — це довгострокове планування на основі проміжних цілей. Стратегія визначається головною ціллю та проміжними цілями, які дозволяють досягнути головної цілі. Цілі, які визначають стратегічний план, називають стратегічними цілями. Стратегія також визначає, звідки взяти ресурси для досягнення цілей і як їх розподілити. В узагальненому випадку, стратегія виглядає так: Для досягнення цілі G, необхідно досягнути проміжні цілі G1, G2 та G3.
- Для досягнення цілі G1, взяти (забрати) ресурси r1, r2, r3 … і вкласти їх у завдання T1, T2, T3.
- Для досягнення цілі G2, взяти (забрати) ресурси r4, r5, r6 … і вкласти їх у завдання T4, T5, T6.
- Для досягнення цілі G3, взяти (забрати) ресурси r7, r8, r9 … і вкласти їх у завдання T7, T8, T9.

## Законодавче визначення терміна «Стратегічне планування»
Українське законодавство надає наступні визначення терміна «Стратегічне планування»:
- функція державного управління, що визначає мету, завдання, пріоритети та комплекс заходів стосовно реалізації державної політики у сфері оборони та військового будівництва;[1]
- процес визначення основних цілей і стратегії діяльності банку в умовах відповідного ринку.[2]
- "Під стратегічним плануванням слід розуміти безперервний процес, що складається з чотирьох основних етапів: планування (включаючи розробку стратегії), реалізація, оцінка результатів і наслідків (аналіз причин досягнення чи недосягнення результатів) та уточнення стратегії з метою підтримки її актуальності."  (згідно з "Методичні рекомендації щодо складання стратегічних планів підприємствами державного сектору")[3]

Стратегічний елемент бізнесу — напрям діяльності компанії, що має окрему місію і завдання, який можна планувати незалежно від інших напрямів.
Приклад: регіон або область у країні може розробити власну стратегію розвитку, залучивши до цього процесу широкі кола громадськості — великий, середній та малий бізнес, громадські організації, молодіжні товариства, керівництво інфраструктурних об'єктів і, навіть, дітей. Для цього створюють робочі групи і спільно визначають бачення своєї області, пріоритети її розвитку, стратегічні цілі та проекти, що допоможуть у їх досягненні.
Більше про компоненти та логіку стратегічного планування області та приклад із Запоріжжя у цьому відео
ПрикладПідприємство може поставити собі за мету «стати лідером на ринку». Стратегічний план складатиметься з головної цілі — стати лідером на ринку, та проміжних цілей в залежності від поточної ситуації, досягнення яких гарантує досягнення головної цілі, напр.: знизити собівартість продукції до рівня на 10 % нижчого ніж у лідерів ринку, підняти якість обслуговування клієнтів до рівня на 10 % вищого ніж у лідерів ринку, і т. д. Необхідні ресурси можуть бути отриманні ззовні (напр. кредит у банку за рахунок майбутніх доходів) або можуть бути перерозподіленні внутрішні ресурси (напр. зниження прибутків власників чи зарплат працівників).

## Генрі Мінцберг про стратегічне планування
Генрі Мінцберг дослідив основні моделі, проблеми та помилки стратегічного планування, а також проаналізував дані щодо ефективності планування та визначив ролі планування, планувальників та планів в організації. Планування має допомогти ефективно реалізувати сформульовані організаційні стратегії.
“Організації займаються формальним плануванням … для того, щоб створювати програми реалізації існуючих стратегій...”